# Pázmáneum megállóhely
A Pázmáneum megállóhely egy 1995-2021 között üzemelő vasúti megállóhely volt, melyet a Magyar Államvasutak Zrt. (MÁV) üzemeltetett a Budapest–Esztergom-vasútvonalon, Piliscsaba területén. A megállóhely legfőképpen a Pázmány Péter Katolikus Egyetem piliscsabai kampuszát szolgálta ki; a pilisi település területén ez volt a vasút harmadik megállási pontja, Piliscsaba vasútállomás és Klotildliget megállóhely mellett. A megállóhelyen 2021. június 19-én üzemkezdettel megszűnt a személyforgalom, a vonatok megállás nélkül haladnak át.
Áthaladó vasútvonalak:
- Budapest–Esztergom-vasútvonal (2)

## Leírása

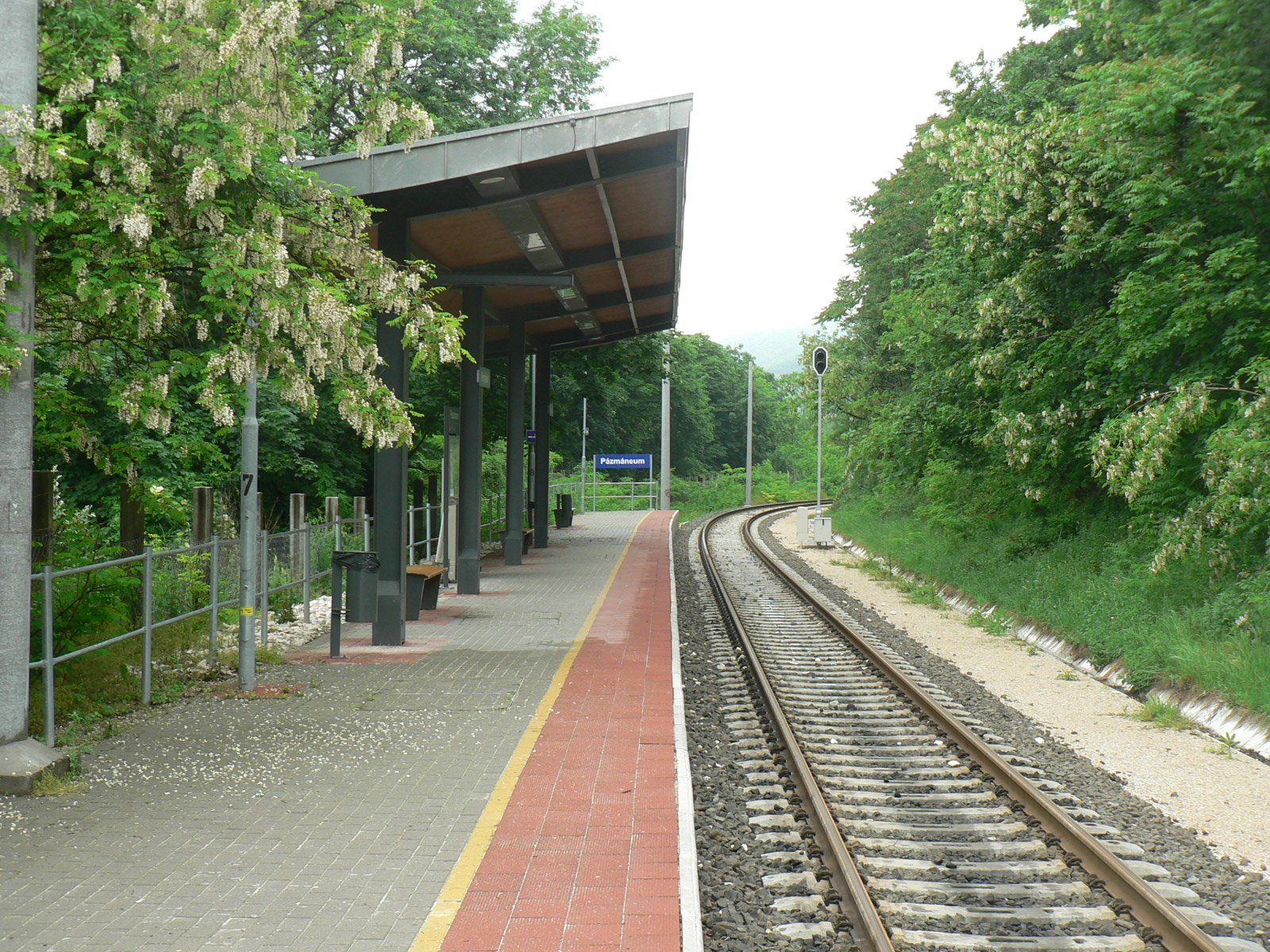
A Pázmáneum megállóhely kijárati oldala Piliscsaba felé

A megállóhely egyvágányos vonalszakaszon létesült, egyetlen, az egyetemi kampusz irányából lépcsős útvonalon elérhető peronnal rendelkezett. Az 1990-es évek közepén, korszerű kivitelben épült kis felvételi épületben személypénztár és váróterem is működött, előbbi nyitvatartása a helyi igények szerint változott.

## Története

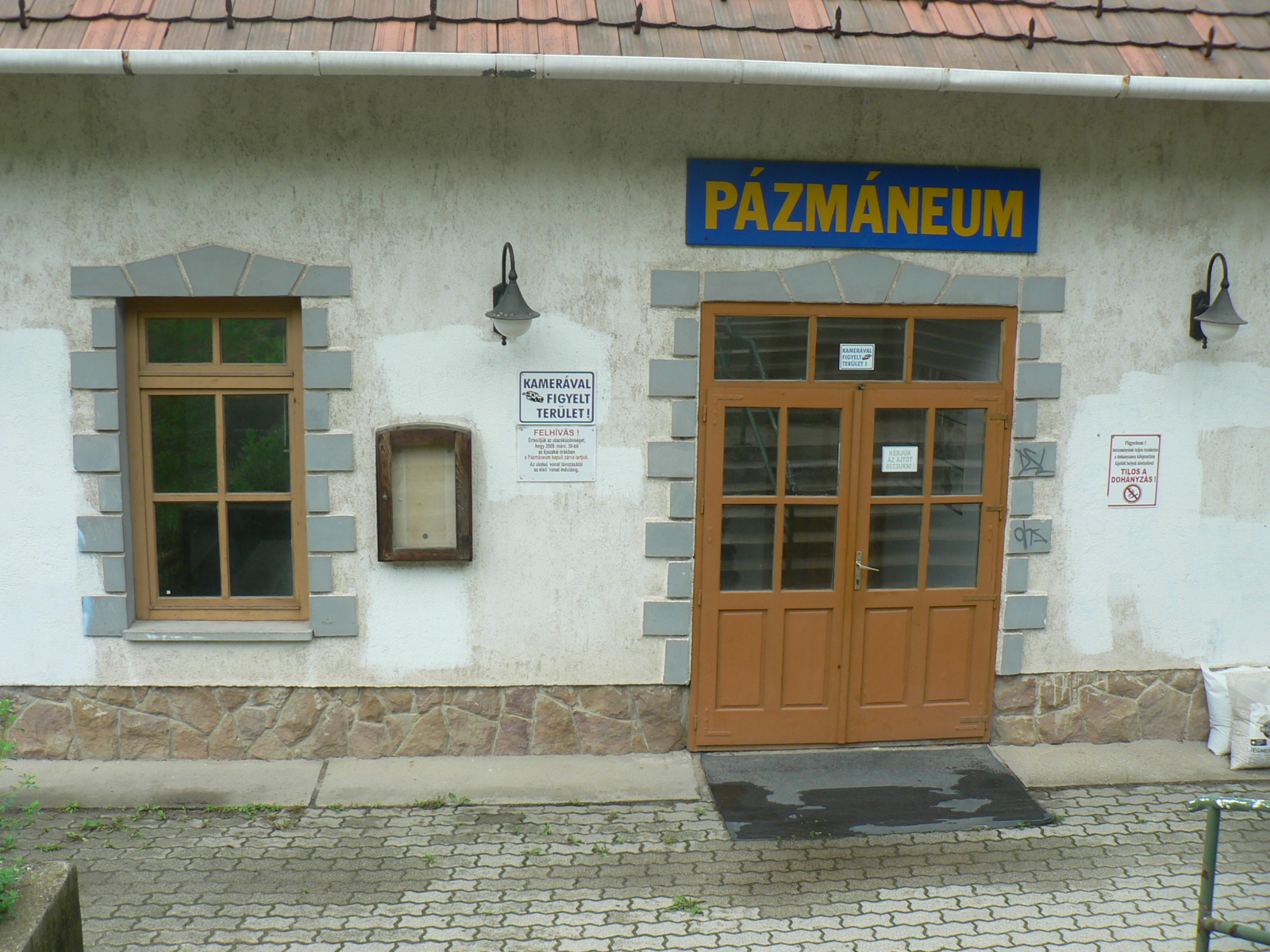
A Pázmáneum megállóhely felvételi épülete

Az 1890-es években az akkor épülő vasútvonal mellé a Perczel Mór laktanya települt. A vasút közelsége miatt a 13. sz. őrháznál megállóhely nyílt Piliscsabai tábor néven, amely a II. világháború végéig üzemelt. A világháború után a területet szovjet laktanyává alakították, így a megállóhely is megszűnt.
1994-ben nyílt meg a Pázmány Péter Katolikus Egyetem kampusza a korábbi piliscsabai katonai tábor helyén és a többi piliscsabai megállási pont viszonylagos távolsága miatt kézenfekvő volt, hogy az egyetem vezetése megállapodjon a MÁV-val egy új megállóhely létesítéséről, a régi Piliscsabai tábor megállóhely helyén. Az egy peronos, felvételi épülettel ellátott Pázmáneum megállóhelyet 1995. március 23-án adták át.
Az itteni kampusz megszűnése miatt a megálló is elveszítette a forgalmát, így 2021. június 19-étől nem állnak meg itt a személyvonatok. A 2021/2022 évi közforgalmú menetrendben még szerepelt a megállóhely, ámbár vonatok már akkor sem álltak meg itt. A 2022/2023 évi menetrendből és állomási listából törölték a megállóhelyet.

## Megközelítés budapesti tömegközlekedéssel
- Busz:  799, 800, 815, 832